# Kommissbrot
El kommissbrot, anteriormente Kommißbrot (pronunciación en alemán: /kɔˈmɪsˌbʁoːt/ⓘ), es un tipo de pan alemán, horneado con centeno y otras harinas, utilizado históricamente para provisiones militares.

## Descripción
El kommissbrot es un pan oscuro elaborado con harinas de centeno y trigo a modo de masa madre. Tiene una corteza firme pero no dura y, como normalmente se hornea en un molde para pan, se forma corteza solo en la parte superior. Destaca por su larga vida útil.

## Historia
Desde el siglo XVI, Kommiß se ha utilizado como palabra para designar a una tropa militar, por lo que Kommißbrot se utilizó para referirse al pan proporcionado a los militares, ya que Brot es la palabra que significa en alemán «pan», por lo que se pasó utilizar para denotar el tipo de pan.
El valor nutricional del kommissbrot fue estudiado por Prausnitz en 1893 y por Wenceslaus Plagge y Georg Lebbin en 1897.
Se utilizó como aprovisionamiento para militares durante la Primera Guerra Mundial, añadiendo a veces serrín para compensar la escasez de harina, y en la Segunda Guerra Mundial. Un estudio realizado por M. Gerson en 1941 concluyó que el kommissbrot cubría las necesidades diarias de vitamina B1.
Después de la Primera Guerra Mundial, comenzó a estar disponible en las panaderías civiles y se cambió la receta para producir un pan más suave.

## En la cultura popular
En los años 20, el coche compacto Hanomag 2/10 CV recibió el sobrenombre de Kommissbrot porque su forma recordaba a la de una barra de pan.
En el documental austriaco Cooking History dirigido por Peter Kerekes, el kommisbrot se utiliza como ilustración de la cantidad de ingredientes necesarios para proporcionar comida a un gran número de soldados.